# Melamphaes
Genre
Melamphaes est un genre de poissons.

## Systématique
Le nom valide complet (avec auteur) de ce taxon est Melamphaes Günther, 1864.
Melamphaes a pour synonymes :
- Melamphaës
- Melanphaes
- Metopias Lowe, 1843
- Plectromus Gill, 1883

### Liste d'espèces
Selon World Register of Marine Species (27 septembre 2024) :
- Melamphaes acanthomus Ebeling, 1962
- Melamphaes brachysomus Kimura, Kawai & Aungtonya, 2019
- Melamphaes contradictorius Kotlyar, 2015
- Melamphaes danae Ebeling, 1962
- Melamphaes ebelingi Keene, 1973
- Melamphaes eulepis Ebeling, 1962
- Melamphaes eurous Kotlyar, 2016
- Melamphaes falsidicus Kotlyar, 2011
- Melamphaes hubbsi Ebeling, 1962
- Melamphaes inconspicuus Kotlyar, 2015
- Melamphaes indicus Ebeling, 1962
- Melamphaes janae Ebeling, 1962
- Melamphaes kobylyanskyi Kotlyar, 2015
- Melamphaes laeviceps Ebeling, 1962
- Melamphaes lentiginosus Kotlyar, 2015
- Melamphaes leprus Ebeling, 1962
- Melamphaes longivelis Parr, 1933
- Melamphaes lugubris Gilbert, 1890
- Melamphaes macrocephalus Parr, 1931
- Melamphaes manifestus Kotlyar, 2011
- Melamphaes microps (Günther, 1878)
- Melamphaes nikolayi Kotlyar, 2012
- Melamphaes occlusus Kotlyar, 2012
- Melamphaes pachystomus Kotlyar, 2011
- Melamphaes papavereus Kotlyar, 2016
- Melamphaes parini Kotlyar, 1999
- Melamphaes parvus Ebeling, 1962
- Melamphaes polylepis Ebeling, 1962
- Melamphaes proximus Kotlyar, 2015
- Melamphaes pumilus Ebeling, 1962
- Melamphaes shcherbachevi Kotlyar, 2015
- Melamphaes simus Ebeling, 1962
- Melamphaes spinifer Ebeling, 1962
- Melamphaes suborbitalis (Gill, 1883)
- Melamphaes succedaneus Kotlyar, 2015
- Melamphaes typhlops (Lowe, 1843)
- Melamphaes uniformis Kotlyar, 2013
- Melamphaes xestoachidus Kotlyar, 2011